# Bassin tactile

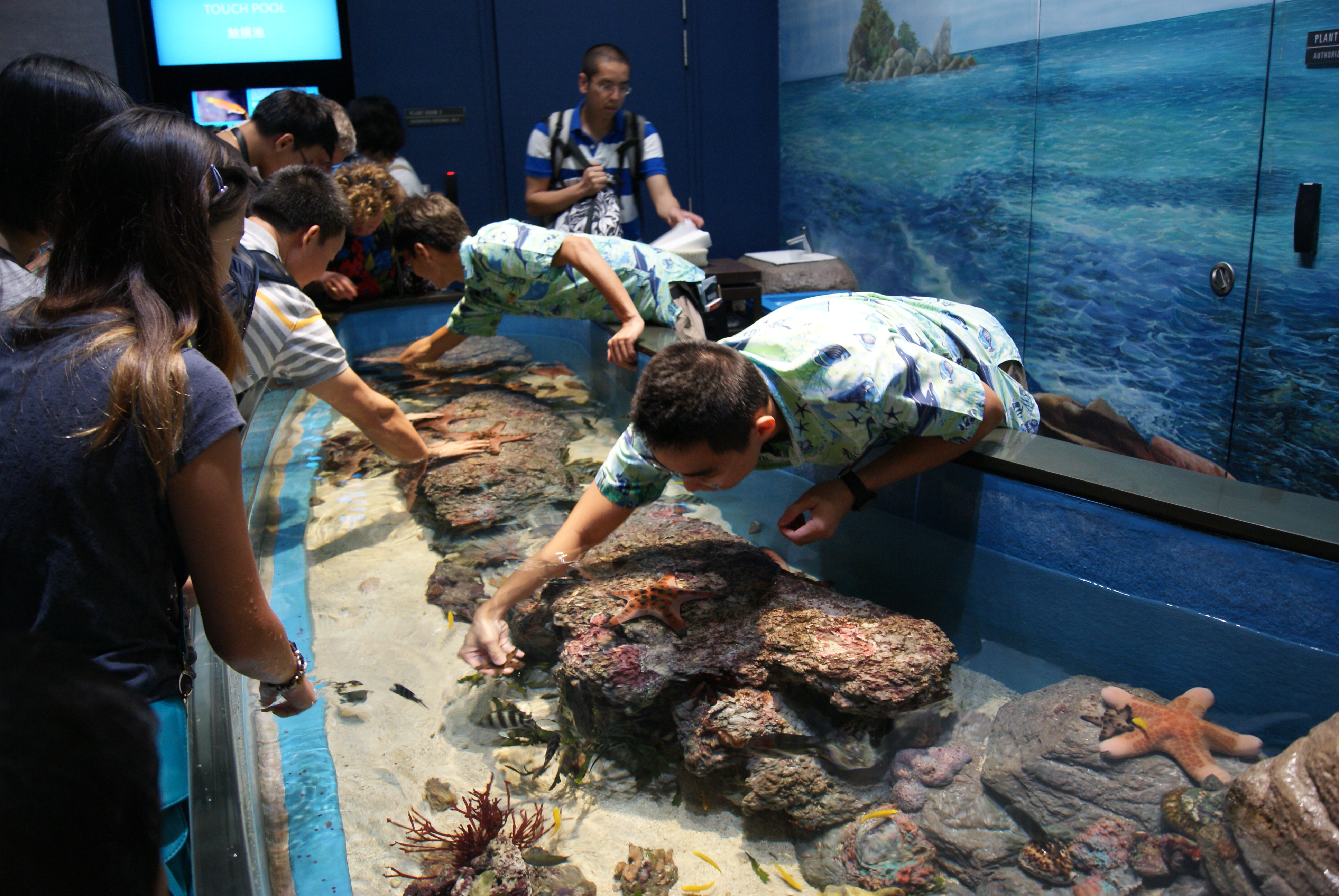
Un bassin tactile à la S.E.A. Aquarium, à Singapour. Les visiteurs peuvent ici toucher et manipuler des étoiles de mer.

Un bassin tactile est une attraction commune dans les aquariums publics, destinée le plus souvent au jeune public, puisqu'il est conçu pour que le public puisse toucher la faune et la flore vivant dans le bassin. Le bassin, ouvert sur le dessus et peu profond, s'étend à mi-hauteur des visiteurs qui le longent et qui peuvent choisir les organismes avec lesquels ils désirent un contact tactile.
Les animaux les plus représentés dans ce type d'installation sont les raies, les roussettes, les poissons plats, les étoiles de mer, les oursins, les crabes, les coquillages ou encore les carpes.
Les bassins tactiles peuvent faire l'objet de critiques d'ordre sanitaire, dans la mesure où le toucher peut altérer le mucus des poissons ou introduire des substances exogènes. Il est critiqué également au niveau des conditions de vie des organismes aquatiques (el), ce type d'installation rendant difficile l'établissement de biotopes naturels (de), vu l'exiguïté et l'environnement bruyant,.